# 富田一彦 (予備校講師)
富田 一彦（とみた かずひこ、1959年1月27日 - ）は、日本の教育者、代々木ゼミナール英語講師、西進塾塾長。

## 経歴
東京都三鷹市生まれ。東京都立立川高等学校卒業後、1年間の浪人を経て、東京大学文科三類へ進学。同大学文学部英語学英米文学専修課程修了。聖徳学園関東高等学校（現・聖徳学園高等学校）勤務の後、1986年より代々木ゼミナール講師。
代ゼミでは東大英語を30年以上担当し、多くの合格者を輩出している。
私塾「西進塾」を主宰。主に社会人を対象に教えている。

### 本業以外での活動
- フジテレビの番組、めざましテレビの「トロと旅する」のコーナーに、カリスマ講師として紹介される。
- NHKの番組、英語でしゃべらナイトの第17回（2003年9月1日）、第32回（2004年1月26日）にゲスト出演。
- 日本経済新聞に「語学学習の価値はなくならない[4]」を寄稿（2019年1月29日）

## 著書
- 思考する英文法（大和書房 2025年4月 ISBN 978-4-479-19056-1）
- 新版 富田の英文読解100の原則 上（大和書房 2009年4月 ISBN 978-4-479-19046-2）
- 新版 富田の英文読解100の原則 下（大和書房 2009年4月 ISBN 978-4-479-19047-9）
- 新装版 富田の英語長文問題 解法のルール144 上（大和書房 2020年10月 ISBN 978-4-479-19053-0）
- 新装版 富田の英語長文問題 解法のルール144 下（大和書房 2020年10月 ISBN 978-4-479-19054-7）
- 富田の基礎から学ぶビジュアル英文読解 基本ルール編（代々木ライブラリー 2003年3月 ISBN 4-89680-727-8）
- 富田の基礎から学ぶビジュアル英文読解 構文把握編（代々木ライブラリー 2003年10月 ISBN 4-89680-771-5）
- The word bookとみ単（大和書房 2011年8月 ISBN 978-4-479-19048-6）
- 富田の英作文  99の例文から （大和書房 2025年2月20日 ISBN 978-4-479-19055-4)

- 試験勉強という名の知的冒険（大和書房 2012年4月 ISBN 978-4-479-19051-6）
- キミは何のために勉強するのか -試験勉強という名の知的冒険2-（大和書房 2012年8月 ISBN 978-4-479-19052-3）

### 電子書籍
- 新版 富田の英文読解100の原則　上下巻
- 新装版 富田の英語長文問題解法のルール144 上下巻
- 7日間で基礎から学びなおす カリスマ先生の英文解釈
- 試験勉強という名の知的冒険　1･2巻
- 入試英文法Ver.1 解法の基礎
- 入試英文法Ver.2 整序問題
- 入試英文法Ver.3 口語問題
- 入試英文法Ver.4 正誤問題
- 富田一彦　－長文読解－ 基本と演習

### 絶版
- 富田の英文読解100の原則 上（大和書房 1994年9月 ISBN 4-479-19033-3）
- 富田の英文読解100の原則 下（大和書房 1994年9月 ISBN 4-479-19034-1）
- 出題形式別英文読解 論理と解法（代々木ライブラリー 1994年12月 ISBN 4-89680-370-1）
- ライトハウス英文読解 基本と演習（桜井雅人共編。研究社 1995年5月 ISBN 4-327-76382-9）
- 富田の入試英文法 ver.1 解法の基礎（代々木ライブラリー 1995年12月 ISBN 4-89680-397-3）
- 富田の入試英文法 ver.2 整序問題（代々木ライブラリー 1996年8月 ISBN 4-89680-420-1）
- 富田の入試英文法 ver.3 口語問題（代々木ライブラリー 1996年12月 ISBN 4-89680-439-2）
- 頻出英文解釈（東京書籍 1997年3月 ISBN 4-487-68531-1）
- 頻出英文法・構文（東京書籍 1997年3月 ISBN 4-487-68532-X）
- 富田のビジュアル英文読解 ver.1（代々木ライブラリー 1998年3月 ISBN 4-89680-483-X）
- 富田のビジュアル英文読解 ver.2（代々木ライブラリー 1998年9月 ISBN 4-89680-530-5）
- 富田の英語長文問題 解法のルール144 上（大和書房 2000.8 ISBN 4-479-19042-2）
- 富田の英語長文問題 解法のルール144 下（大和書房 2000.8 ISBN 4-479-19043-0）
  - 新装版 富田の英語長文問題 解法のルール144 上（大和書房 2011年8月 ISBN 978-4-479-19049-3）
  - 新装版 富田の英語長文問題 解法のルール144 下（大和書房 2011年8月 ISBN 978-4-479-19050-9）
- カリスマ先生の英文解釈 7日間で基礎から学びなおす（PHP研究所 2006年3月 ISBN 4-569-64076-1）
- 英語正誤問題の攻略（代々木ライブラリー 2008年10月 ISBN 978-4-86346-014-0）